# Niccolò Cicerchia
Niccolò Cicerchia (Siena, 1335 circa – 1376 circa) è stato un religioso e scrittore italiano.

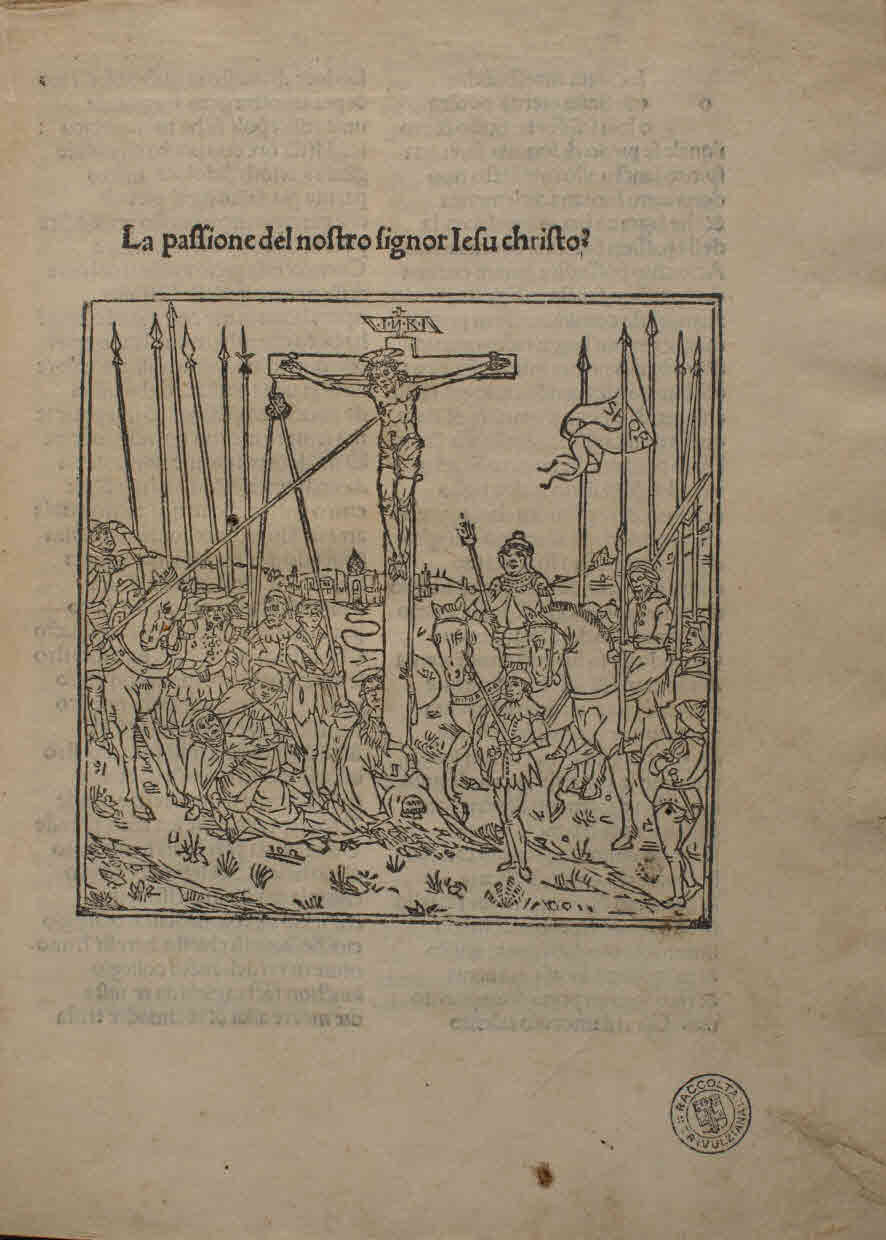
Passione di Gesù Cristo

Nel 1376 accompagnò Caterina da Siena ad Avignone. Per le sue opere riutilizzò materiali medievali e scelse la forma del cantare, propria dei poemi cavallereschi, allo scopo di rendere più popolare il programma domenicano di cattolicizzare ogni aspetto della vita.

## Opere
- Niccolò Cicerchia, Passione di Gesù Cristo, Venezia, Bernardino Benali, 1491. URL consultato il 10 aprile 2015.
- Neri Pagliaresi, Cantari religiosi senesi del Trecento, Scrittori d'Italia 230, Bari, Laterza, 1965. URL consultato il 10 aprile 2015.
- Resurrezione, Firenze, Bartolomeo de' Libri, 1490. URL consultato il 10 aprile 2015.